# Ryan Kalish
Ryan Michael Kalish (né le 28 mars 1988 à Northridge, Californie, États-Unis) est un voltigeur de baseball sous contrat avec les Blue Jays de Toronto de la Ligue majeure.

## Carrière
Ryan Kalish est sélectionné au 9e tour par les Red Sox de Boston en 2006, il fait ses débuts dans les majeures le 31 juillet 2010  comme voltigeur de gauche partant des Red Sox face aux Tigers de Detroit. Il connaît un match de deux en quatre, frappant son premier coup sûr dans les grandes ligues aux dépens de Max Scherzer, le lanceur des Tigers. 
À son troisième match, le 2 août contre Cleveland, Kalish tente de devancer le relais au marbre du voltigeur des Indians Shin-Soo Choo et entre violemment en collision avec le receveur recrue Carlos Santana. Kalish est retiré mais Santana est sérieusement blessé au genou gauche et est transporté hors du terrain dans une voiturette, la jambe immobilisée,.
Kalish joue 53 matchs des Red Sox en 2010 puis 36 autres en 2012, deux séjours entrecoupé par une saison 2011 passée en ligues mineures. Pour Boston, il maintient une moyenne au bâton de ,243 avec 4 circuits et 13 buts volés.
En 2014, Kalish dispute 57 parties pour les Cubs de Chicago, où il frappe 30 coups sûrs pour une moyenne au bâton de ,248 et réussit 3 vols de buts.
Il signe un contrat des ligues mineures avec les Blue Jays de Toronto le 17 décembre 2014.

## Statistiques
| Saison | Équipe | G  | AB  | R  | H  | 2B | 3B | HR | RBI | SB | BA   |
| ------ | ------ | -- | --- | -- | -- | -- | -- | -- | --- | -- | ---- |
| 2010   | Boston | 53 | 163 | 26 | 41 | 11 | 1  | 4  | 24  | 10 | .252 |
| Totaux | Totaux | 53 | 163 | 26 | 41 | 11 | 1  | 4  | 24  | 10 | .252 |

Note : G = Matches joués ; AB = Passages au bâton; R = Points ; H = Coups sûrs ; 2B = Doubles ; 3B = Triples ; 
HR = Coup de circuit ; RBI = Points produits ; SB = Buts volés ; BA = Moyenne au bâton.